# Heterusia coliadata
Heterusia coliadata är en fjärilsart som beskrevs av Walker 1862. Heterusia coliadata ingår i släktet Heterusia och familjen mätare. Inga underarter finns listade i Catalogue of Life.